# 托尼·萨吉森
托尼·萨吉森（英語：Tony Sargisson，1975年6月24日—），新西兰男子田径运动员。他曾代表新西兰参加1998年、2002年和2006年英联邦运动会田径比赛，其中2006年英联邦运动会获得一枚银牌。